# Josaphatparken

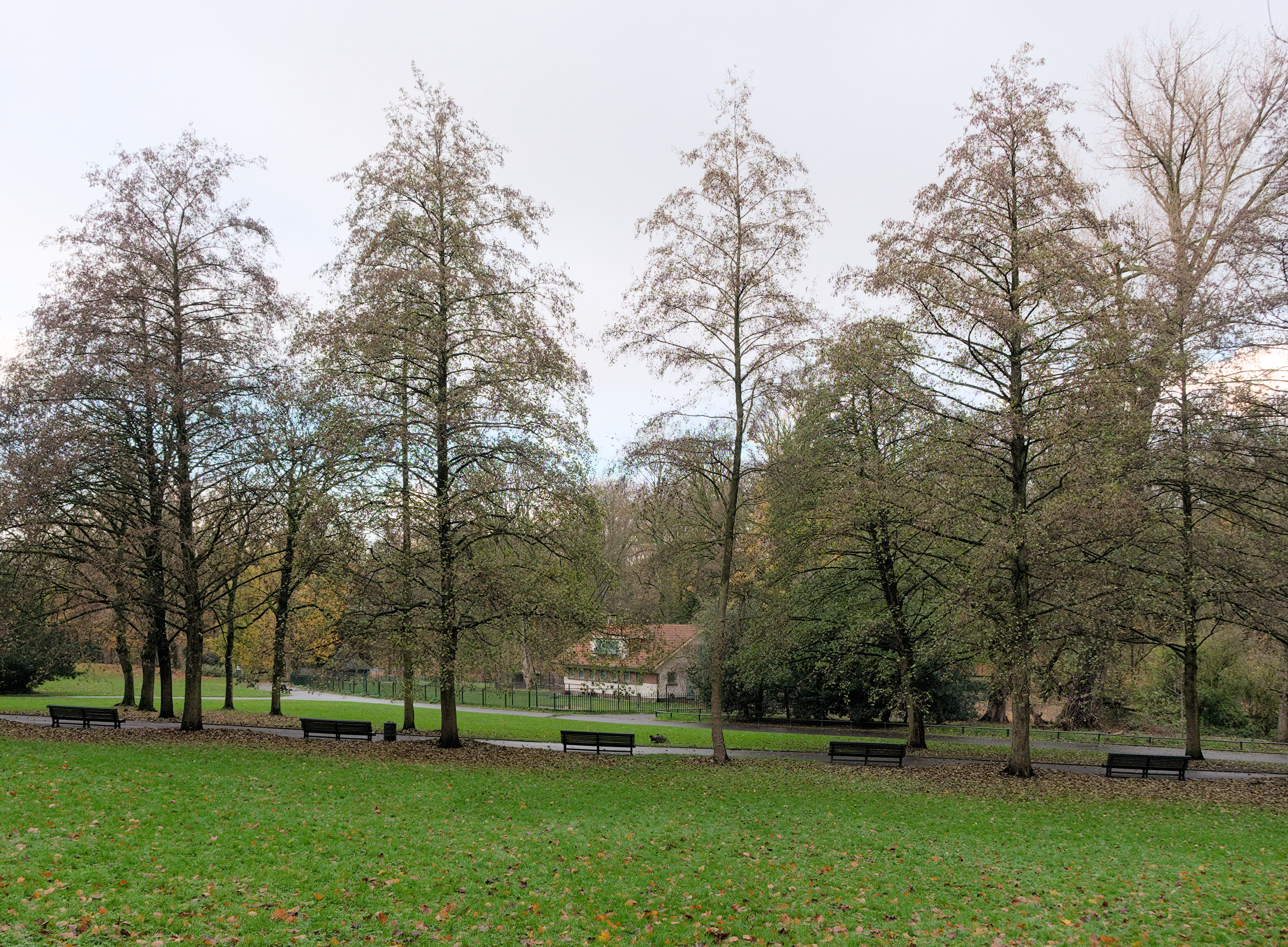
Josaphatparken

Josaphatparken är en allmän park i Schaerbeek, Bryssel, Belgien.
Den har en yta på 20 ha.